# San Diego Film Critics Society Awards 2009
I premi del 14° San Diego Film Critics Society Awards sono stati annunciati il 15 dicembre 2009.

## Premi e nomination

### Miglior attore
Colin Firth – A Single Man
- George Clooney – Tra le nuvole
- Matt Damon – The Informant!
- Ben Foster – Oltre le regole - The Messenger
- Christian McKay – Me and Orson Welles
- Viggo Mortensen – The Road
- Jeremy Renner – The Hurt Locker

### Miglior attrice
Michelle Monaghan – Trucker
- Sandra Bullock – The Blind Side
- Abbie Cornish – Bright Star
- Carey Mulligan – An Education
- Meryl Streep – Julie & Julia

### Miglior film di animazione
- Up di Pete Docter e Bob Peterson
  - 9 di Shane Acker
  - Coraline e la porta magica (Coraline) di Henry Selick
  - Fantastic Mr. Fox di Wes Anderson
  - Mostri contro alieni (Monsters vs. Aliens) di Rob Letterman e Conrad Vernon

### Miglior fotografia
Javier Aguirresarobe - The Road
- Bruno Delbonnel - The Hurt Locker
- Robert Richardson - Bastardi senza gloria (Inglourious Basterds)
- Eduard Grau - A Single Man
- Hagen Bogdanski - The Young Victoria

### Miglior regista
Quentin Tarantino – Bastardi senza gloria
- Kathryn Bigelow – The Hurt Locker
- James Cameron – Avatar
- Joel ed Ethan Coen – A Serious Man
- Tom Ford – A Single Man
- Jason Reitman – Tra le nuvole

### Miglior documentario
The Cove - La baia dove muoiono i delfini
- Anvil! The Story of Anvil
- Capitalism: A Love Story
- Food, Inc.
- Valentino: The Last Emperor

### Miglior montaggio
(500) giorni insieme – Alan Edward Bell
- District 9 – Julian Clarke
- Bastardi senza gloria – Sally Menke
- The Hurt Locker – Bob Murawski
- Benvenuti a Zombieland – Peter Amundson e Alan Baumgarten

### Miglior cast
Bastardi senza gloria
- Harry Potter e il principe mezzosangue
- In the Loop
- Oltre le regole - The Messenger
- A Serious Man
- Tra le nuvole
- Benvenuti a Zombieland

### Miglior film
Bastardi senza gloria
- (500) giorni insieme
- The Hurt Locker
- A Single Man
- Tra le nuvole

### Miglior film in lingua straniera
Il divo, regia di Paolo Sorrentino • Italia
- Amreeka, regia di Cherien Dabis • USA / Canada
- Captain Abu Raed (كابتن أبو رائد), regia di Amin Matalqa • Giordania
- Il giardino di limoni - Lemon Tree (شجرة ليمون,, עץ לימון), regia di Eran Riklis • Israele / Germania / Francia
- La battaglia dei tre regni (Chi bi), regia di John Woo • Cina
- Sin nombre, regia di Cary Fukunaga • Spagna
- The Stoning of Soraya M., regia di Cyrus Nowrasteh • USA
- Thirst (Bakjwi), regia di Park Chan-wook • Corea del Sud
- Na-moo-eobs-neun san, regia di So Yong Kim • Corea del Sud

### Migliore scenografia
Bastardi senza gloria – David Wasco
- Avatar – Rick Carter e Robert Stromberg
- Harry Potter e il principe mezzosangue – Stuart Craig
- Parnassus - L'uomo che voleva ingannare il diavolo – Anastasia Masaro
- Me and Orson Welles – Laurence Dorman
- A Single Man – Dan Bishop
- Nel paese delle creature selvagge – K. K. Barrett

### Migliore colonna sonora
A Single Man – Abel Korzeniowski
- (500) giorni insieme – Mychael Danna e Rob Simonsen
- Fantastic Mr. Fox – Alexandre Desplat
- Up – Michael Giacchino
- Nel paese delle creature selvagge – Carter Burwell e Karen O
- The Young Victoria – Ilan Eshkeri

### Migliore sceneggiatura originale
Bastardi senza gloria – Quentin Tarantino
- (500) giorni insieme – Scott Neustadter e Michael H. Weber
- Oltre le regole - The Messenger – Alessandro Camon e Oren Moverman
- A Serious Man – Joel ed Ethan Coen
- Up – Bob Peterson e Pete Docter

### Migliore adattamento della sceneggiatura
Fantastic Mr. Fox – Wes Anderson e Noah Baumbach
- The Informant! – Scott Z. Burns
- Julie & Julia – Nora Ephron
- A Single Man – Tom Ford e David Scearce
- Tra le nuvole – Jason Reitman e Sheldon Turner

### Miglior attore non protagonista
Christoph Waltz – Bastardi senza gloria (Inglourious Basterds)
- Woody Harrelson – Oltre le regole - The Messenger (The Messenger)
- John Malkovich – The Great Buck Howard
- Paul Schneider – Bright Star
- Stanley Tucci – Amabili resti (The Lovely Bones)

### Migliore attrice non protagonista
Samantha Morton – Oltre le regole - The Messenger (The Messenger)
- Vera Farmiga – Tra le nuvole (Up in the Air)
- Anna Kendrick – Tra le nuvole (Up in the Air)
- Mélanie Laurent – Bastardi senza gloria (Inglourious Basterds)
- Mo'Nique – Precious

### Premio speciale
Woody Harrelson (come attore dell'anno per i film Oltre le regole - The Messenger, Benvenuti a Zombieland e 2012)